# Monti Tukuringra
I monti Tukuringra (in russo Тукурингра?) sono una catena montuosa dell'estremo oriente russo.
La catena si allunga in direzione est-ovest per circa 230 chilometri nella parte nordoccidentale dell'oblast' dell'Amur; la quota media è intorno agli 800-1.200 metri e la massima elevazione è di 1.605. I monti Tukuringra digradano a sud sulla valle del fiume Urkan, un affluente della Zeja, e a nord su quella del Giljuj; a nordest si affacciano sul bassopiano della Zeja, occupato dal vasto bacino artificiale omonimo.
La catena dei monti Tukuringra costituisce la sezione centrale, e la maggiore, dell'esteso sistema montuoso formato dalle catene dei Džagdy, Tukuringra, Soktachan e Jankan, parte integrante del complesso sistema di alteterre della Siberia sudorientale.
La forma vegetazionale più frequente è la foresta di conifere, che copre i versanti fino a circa 1.200 metri; al di sopra si estendono praterie alpine e tundra montana. La parte orientale della catena dei Tukuringra è occupata dalla riserva naturale della Zeja (in russo Zejskij zapovednik). Nella catena si rinvengono rilevanti giacimenti di minerali di oro, ferro, mercurio e altri minerali.